# Pterinopsyllus egregius
Pterinopsyllus egregius is een eenoogkreeftjessoort uit de familie van de Pterinopsyllidae. De wetenschappelijke naam van de soort is voor het eerst geldig gepubliceerd in 1900 door Giesbrecht.